# 新和順保和宮
新和順保和宮位於安南區東半隅，舊屬「台江十六寮」之一，原與「和順寮」同為一大庄，後因人口逐漸增多，遂與原和順寮分別以「新和順寮」及「舊和順寮（舊寮）」稱之。

## 沿革

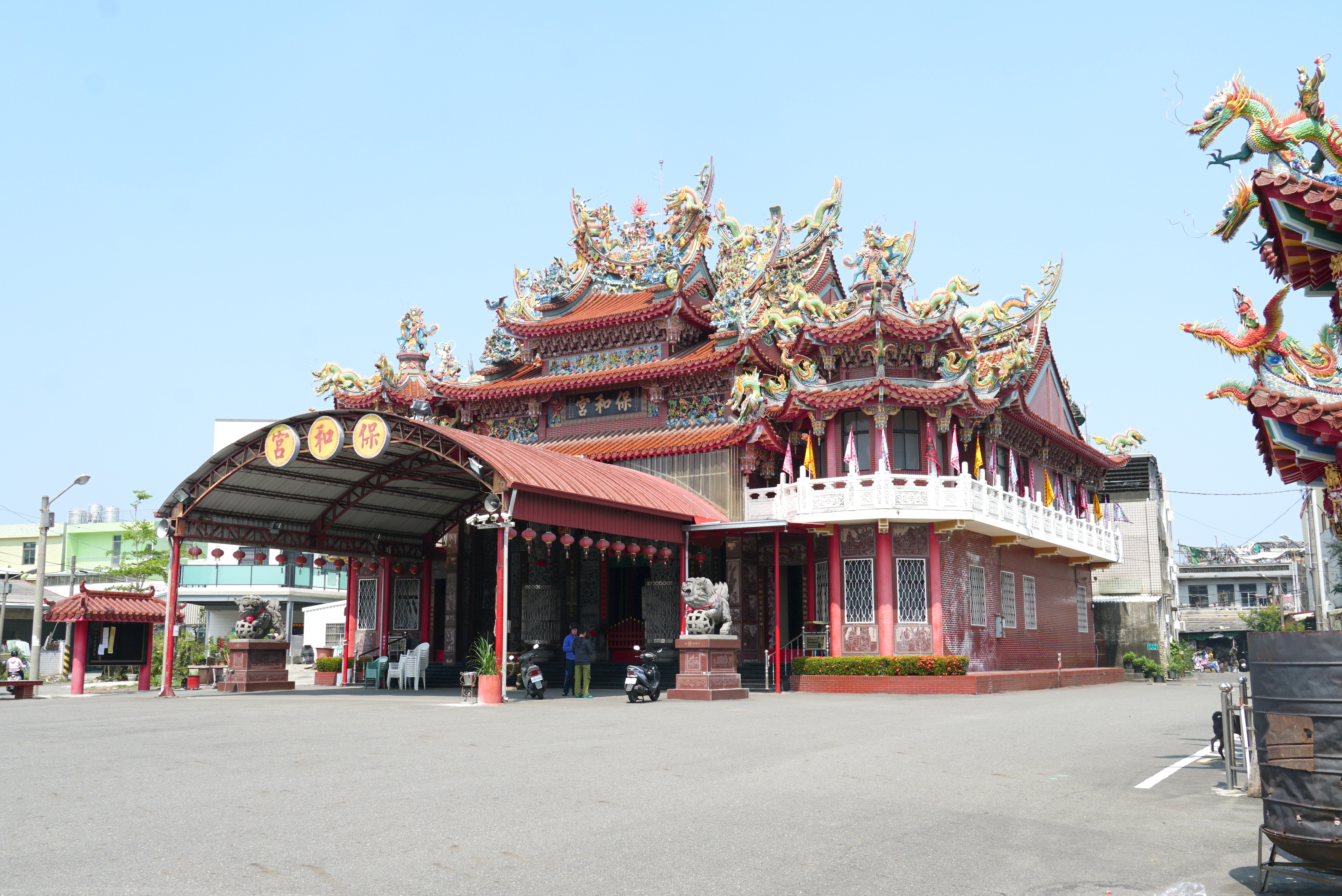
新和順保和宮

新和順保和宮為新和順地區信仰中心、地方行政神祇，廟宇腹地廣大，地區重大活動常於廟埕前舉辦，主祀保生大帝，同祀二郎神君、西天佛祖等。
清道光年間，因當時人們生活並不富裕，卻有著濃厚的保生大帝信仰，遂與南路寮保鎮宮、陳卿寮保山宮共同祭祀源自高雄湖內「月眉池慈濟宮」保生大帝金身，每三年一次，三庄(宮)輪流供奉與主祀，是為「三庄頭開基保生大帝」（簡稱三庄頭公），迄今已歷時一百多年歷史，三庄(宮)依舊延續著老一輩們的傳統，文化的傳承，香火的延續。
明治三十二年（西元1899）始肇建木造公厝，並入祀楊氏族人之「二郎神君」
昭和二年（西元1927），由庄民楊番、楊偏、施昭旺等先賢倡首鳩資，於舊址重建為磚造剪粘廟宇，並至「府城祀典興濟宮」（俗稱頂大道）乞取香火開雕鎮殿保生大帝（今稱開基保生大帝）
二次世界大戰後，因廟貌年久失修，遂於民國四十六年（西元1957）由楊榮章先賢發起重修。
民國七十七年（西元1988），有鑑於信徒日益增多、空間不敷使用，經信徒大會決議後，籌組「新和順保和宮重建委員會」，原地重建。
歷經三年興建，於民國八十年(歲次辛未年)（西元1991）正式完工，同年農曆十月二十六日舉行謝土大典，為如今外觀現貌。
民國一○八年 （西元2019）募款修繕整建聯誼廳及倉庫；並聘請繪師曾進成老師採繪「點龍眼、醫虎喉」3D立體畫作，於民國一○九年（西元2020) 正式完工啟用。 

## 祀奉神祇
- 保生大帝
- 二郎神君、天狗將軍
- 西天佛祖
- 王禪老祖(鬼谷先師)
- 中壇元帥
- 福德正神
- 註生娘娘
- 黑虎將軍
- 田府都元帥
- 太歲星君

## 管理組織
在1948年以前，按日治時期廟宇的通例，設置管理人負責掌理廟務，另設有爐主參與祭祀活動。
1988年後，成立「新和順保和宮管理委員會」，組織信徒代表大會，選舉管理委員與監察委員，設總幹事一名。

### 爐主
除管理委員會掌理廟務之外，另由主任委員於正月初八當日，正殿上請示神明後，擲杯選出信徒擔任爐主。
爐主主要負責祭祀工作，任期為一年。

## 外部連結
新和順保和宮Facebook專頁